# Naundorf (Starkenberg)
Naundorf è una frazione del comune tedesco di Starkenberg, in Turingia.

Conta (2007) 510 abitanti.

## Storia
Naundorf costituì un comune autonomo fino al 1º dicembre 2008.